# John Byng, I conte di Strafford
John Byng, I conte di Stafford (Leicester, 1772 – Cork, 3 giugno 1860), è stato un generale britannico.

## Biografia

### I primi anni
Era figlio di George Byng, figlio di Sir Robert Byng e nipote di George Byng, I visconte di Torrington. Sua madre, Lady Anne, era pronipote di Thomas Wentworth, VI barone di Stafford, dal quale i Byng ereditarono il titolo; suo cugino era Hussey Vivian, I barone di Vivian.
Egli venne educato al Trinity College e alla Scuola Militare di Edimburgo, dove conobbe George Murray, suo futuro compagno d'armi.

### L'inizio della carriera
Iniziò la sua carriera militare come ufficiale di un reggimento di fanti al comando del Duca di Wellington nelle Fiandre. Successivamente fu anche aiutante di campo del generale Sir Richard William Vyse in Irlanda, partecipando alla repressione della ribellione del 1798.
Nel 1799 fu promosso maggiore e nel 1802 ulteriormente promosso colonnello e nominato cavaliere del Bagno; nello stesso anno fu trasferito ad Halifax, in Nuova Scozia, come governatore della contea.
Nel 1807 partecipò alla Assedio di Copenaghen e nel 1809 alla Spedizione nelle Fiandre di John Pitt, II conte di Chatam.

### Dalla guerra d'indipendenza spagnola a Waterloo
Nello stesso anno fu trasferito dal suo capo di stato maggiore, William Beresford, I visconte di Beresford, in Spagna con le truppe anglospagnole. Venne assegnato con il grado di brigadiere generale al corpo di spedizione di Francisco Javier Castaños, I duca di Bailén. Durante la Battaglia di Vitoria fu fatto prigioniero da francesi insieme al suo comandante Miguel Ricardo de Álanay y Esquiver. Liberato, il reggente di Spagna in vece di Carlo IV, Josè de Palafox y Melxi, VIII conte di Saragossa, lo insignì del cavalierato dell'Ordine di Carlo III.
Unitosi al corpo di spedizione di Wellington in Francia, partecipò ad alcune spedizioni a Garris, Orthez, Aire-sur-l'Adour ed a Tolosa. Durante la Battaglia di Waterloo comandò la I divisione di fanteria.

### Gli ultimi anni
Dopo la guerra, ricoprì incarichi amministrativi in Irlanda, della quale fu Governatore e presidente del Consiglio d'Irlanda e successivamente Comandante in Capo delle truppe britanniche in Irlanda. Nel 1825 fu promosso tenente generale.
Durante la Guerra di Crimea fu governatore di Tana e di Odessa, reprimendo nel sangue una rivolta contadina a Chișinău. Nel 1858 fu insignito anche dell'Ordine della Giarrettiera.

## Matrimonio e figli
Il 14 giugno 1804, Byng sposò Mary Mackenzie e la coppia ebbe un solo figlio:
- George Stevens Byng, poi visconte Enfield, e poi II conte di Strafford (1806–1886)

La prima moglie di Byng morì per delle complicazioni relative al parto dopo aver dato alla luce il figlio della coppia ed il 9 maggio 1808 John Byng si risposò con Marianne James (figlia secondogenita del baronetto Sir Walter James Head (già nipote per parte di madre di Charles Pratt, I conte Camden) dalla quale ebbe quattro figli:
- William Frederick (m. 1877)
- Harriet Frances (m. 1873), sposò il capitano Charles Ramsden.
- Frances (m. 1846), sposò Henry Tufnell.
- Caroline Frances (m. 27 maggio 1898), sposò il 18 agosto 1835 Sir Walter George Stirling